# Kripplein Christi (Glandorf)

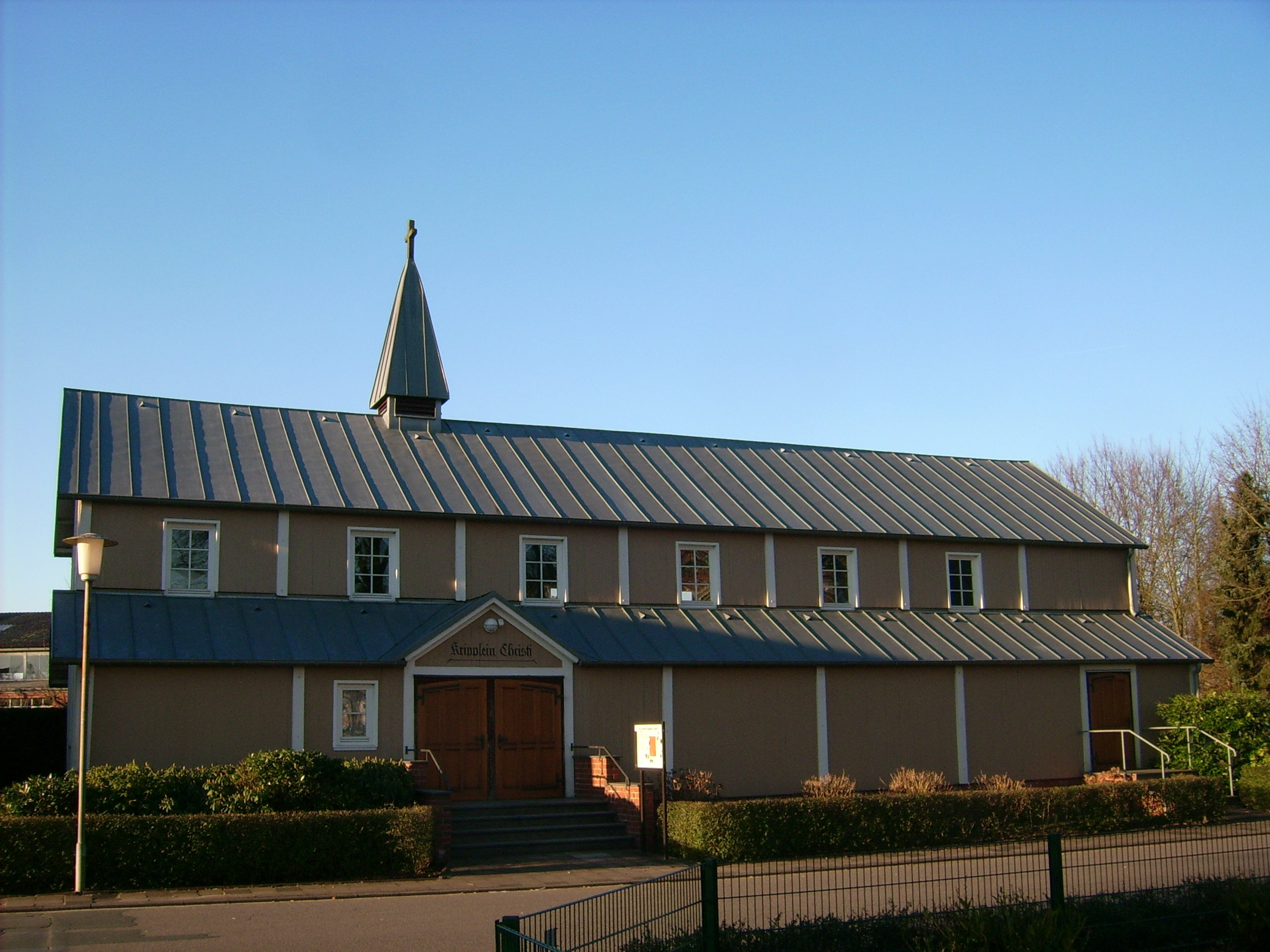
Die Kirche „Kripplein Christi“

Kripplein Christi ist eine evangelisch-lutherische Kirche in Glandorf im Landkreis Osnabrück (Niedersachsen). Sie wurde 1912 nach dem Konzept der Bodelschwinghschen Notkirchen als Holzständerbau in Holsen-Ahle (Kreis Herford) errichtet und 1952 nach Glandorf versetzt.

## Geschichte

### Bis 1945
Die Bevölkerung Glandorfs war bis zum Ende des Zweiten Weltkriegs bis auf wenige Ausnahmen römisch-katholisch. Die Einwohner lehnten die plattdeutsch als „Lutherske“ bezeichneten Protestanten ab. Historische Ursache waren die Auswirkungen des Dreißigjährigen Kriegs auf Glandorf. Schwedische Söldner hatten Glandorf am 5. Mai 1636 in Brand gesetzt und Grausamkeiten an Einwohnern, darunter die Familie des Bürgermeisters, verübt. Die Ereignisse des 17. Jahrhunderts blieben im Gedächtnis der Glandorfer verhaftet. Die Erinnerung wurde erneuert durch die 1926 veröffentlichte Heimatnovelle Schwedenchronik des Geistlichen und Schriftstellers  Bernhard Köster,  der ab 1916 Priester in Glandorf war. 

### Zuzug von Protestanten
Durch Flucht und Vertreibung kamen bei Kriegsende Protestanten aus Schlesien, Pommern und Ostpreußen nach Glandorf; die größte Gruppe stellten die Schlesier. Die Neubürger wurden von der Evangelisch-lutherischen Kirchengemeinde des damaligen Fleckens Iburg betreut und arbeiteten zumeist außerhalb im Klöckner-Stahlwerk in Georgsmarienhütte. Zunächst hielten sie ihre Gottesdienste in der Sakristei der katholischen Kirche St. Johannis ab, zogen später in die katholische Schule um und nutzten mehrere Jahre lang den Saal der Gaststätte Brandes, der am Sonntagmorgen häufig nach Feiern des Vorabends eilig für den Gottesdienst hergerichtet wurde. Um 1950 wurde ein Grundstück der Familie Gildehaus in Ortsrandlage schräg gegenüber dem ehemaligen Theresienhospital für ein eigenes Kirchengebäude gepachtet und später gekauft. Die Gottesdienste hielt bis 1949 der Iburger Pastor Wilhelm Thimme, ihm folgte 1949 Günther Herbst.

### Kauf der Notkirche
1952 war die Zahl der Protestanten in Glandorf auf etwa 600 gestiegen. Im selben Jahr übernahm man für 7000 Mark die Notkirche aus Holsen-Ahle, die 1912 nach den Plänen des in Bethel tätigen Architekten Karl Siebold (1854–1937) errichtet worden war. Sie war von vornherein nach den Vorgaben Friedrich von Bodelschwinghs als transportable Notkirche für eine Dauer von etwa 30 bis 40 Jahren konzipiert. Die Notkirchen wurden in Bethel gefertigt. Eine weitere wurde 1912 in Obernbeck errichtet und 1914 nach Sölde versetzt, wo sie in den 1940er-Jahren niederbrannte.
Die Kirchen hatten Holzständer; eine doppelte Lage Holzbretter mit einer Zwischenschicht aus Isolierpappe bildeten die Außenwände. Das Dach bestand aus verzinkten Pfannenblechen in einer Größe von einem halben mal zwei Metern. Gefertigt wurden die Notkirchen in zwei Größen, die gekaufte Kirche in der größeren Version bot 248 Menschen im Hauptgebäude Platz, je 75 Plätze befanden sich im abgeteilten Gemeinderaum und auf der Empore. Bereits in den 1930er-Jahren rostete das Dach der Kirche in Holsen-Ahle, die Ständer wurden morsch.
Dessen ungeachtet wurde die Kirche abgebaut und nach Glandorf transportiert. Dort wurde sie um zwei Längselemente verkürzt und innerhalb von sechs Wochen von Mitgliedern der Gemeinde in Glandorf auf einem Steinfundament aufgestellt. Die Kirche hatte mit der Verkürzung noch 300 Plätze. Die Glocke stammte von der alten Schierloher Schule. Den ersten Gottesdienst feierten Superintendent Brandes vom Kirchenkreis Georgsmarienhütte und Pastor Herbst von der Evangelisch-lutherischen Schlosskirche in Iburg am 21. Dezember 1952 mit den Glandorfer Gemeindemitgliedern. 
Ihren in Nordwestdeutschland ungebräuchlichen Namen erhielt die Kirche nach der von Valerius Herberger im 17. Jahrhundert errichteten Kirche in Fraustadt, heute Wschowa, Polen.

### Seit 1952
Erst im Laufe der Jahrzehnte wurde die Kirche zeitgemäß ausgestattet. Anfangs wurde Wasser aus dem Theresienhospital in Eimern herangeschafft. Bis Ende der 1980er-Jahre hatte die Kirche eine außenliegende Toilette ohne Wasserspülung. Geheizt wurde mit einem Kohleofen, eine Zentralheizung wurde in den 1980er-Jahren eingebaut. Mitte der 1970er-Jahre erhielt die Kirche eine  Orgel der Firma Gebr. Oberlinger Orgelbau mit fünfeinhalb Registern. Zur schlichten Ausstattung gehört ein Kreuz, das der Bildhauer Siegfried Zimmermann (1927–2012) aus Hannover schuf. Die Kirche wurde mehrfach renoviert, zuletzt umfassend 1997/1998. Dabei wurde auch Hausbock-Befall beseitigt.
Seit 1989 gehört die Kirche „Kripplein Christi“ zur Evangelisch-lutherischen Dreifaltigkeitskirchengemeinde Bad Laer-Glandorf.